# جون كوفيرت بويد
جون كوفيرت بويد (بالإنجليزية: John Covert Boyd)‏ (من مواليد 24 ديسمبر 1850 - تُوفى في 7 يوليو 1924) وهو جراح ومدير في الفيلق الطبي للبحرية الأمريكية. وهو واحد من مؤسسي الصليب الأحمر الأمريكي وأحد مؤسسي Kappa Sigma Fraternity.

## حياته الطبية
ولد جون كوفيرت بويد في 24 ديسمبر 1850 بالقرب من تشارلستون (كارولاينا الجنوبية) وأمضى شبابه في المدارس الخاصة في تشارلستون. حضر في جامعة فرجينيا من 1869 إلى 1871. أسس "Kappa Sigma Fraternity" مع أربعة أصدقاءٍ آخرين في 10 ديسمبر 1869 وهم: ويليام غريغسبي ماكورميك، وإدموند روجرز، وفرانك كورتني نيقوديموس وجورج مايلز أرنولد. انتقل إلى جامعة نيويورك بعد تخرجه كطبيب، وتم تعيينه كجراح مساعد في الهيئة الطبية البحرية. وفي عام 1902 أصبح أستاذا في كلية الطب البحرية في واشنطن تحت إشراف الجراح العام للبحرية، قام بويد بتجميع كتاب تعليمات للموظفين الطبيين. وفي عام 1905، عين الرئيس ثيودور روزفلت بويد ليكون واحداً من أعضاء مجلس أمناء الصليب الأحمر الأمريكي. توفي في 7 يوليو 1927 ودفن في مقبرة أرلينغتون الوطنية.

## حياته الشخصية
والد بويد كان السيد وليام سيمز بويد الذي كان خريجاً من كلية كارولينا الجنوبية الطبية وكانت والدته لورا نيلسون بويد.
تزوج جون من كاثرين دور ويلارد في عام 1887. ولديه طفلان، أليس وولتر. كانوا يقيمون في واشنطن.

## مشاركاته الطبية
- زميل أكاديمية نيويورك للطب.
- عضو في جمعية الجراحين العسكريين في الولايات المتحدة.
- عضو في الجمعية الطبية الأمريكية.
- عضو في أكادمية العلوم الطبيعية في جامعة دركسل.
- عضو في المؤسسة الأثرية الأمريكية.
- عضو فخري في الجمعية الطبية في مقاطعة كولومبيا.[1]